# 퉁런시
퉁런시(한국어: 동인시, 중국어: 铜仁市, 병음: Tóngrén Shì)는 중화인민공화국 구이저우성에 위치하는 지급시이다. 이전 명칭은 퉁런 지구(铜仁地区)이다. 2011년 지급시로 개편되었다.

## 역사
퉁런의 옛 명칭은 동인(銅人)이며, 전하는 말에 의하면 원나라 대에 어부가 고기잡이를 하다가 강의 중앙에서 동불상을 끌어올린 것에서 유래되었다고 한다.
원나라 때에는 동인대소강만이군민장관사(銅人大小江蛮夷軍民長官司)가 사남선위사(思南宣慰司)의 관할 하에 설치되어 명대가 되면서 사주(思州)가 폐지되고 귀주포정사사(貴州布政使司) 아래에 동인(銅仁), 사남(思南), 석천(石阡), 오라(烏羅)의 4부가 설치되었다. 1438년(정통 3년)에 오라부(烏羅府)가 폐지가 되어, 그 대부분이 동인부에 편입되어 현재의 지역에 해당하는 지명이 되었다.

## 행정 구역

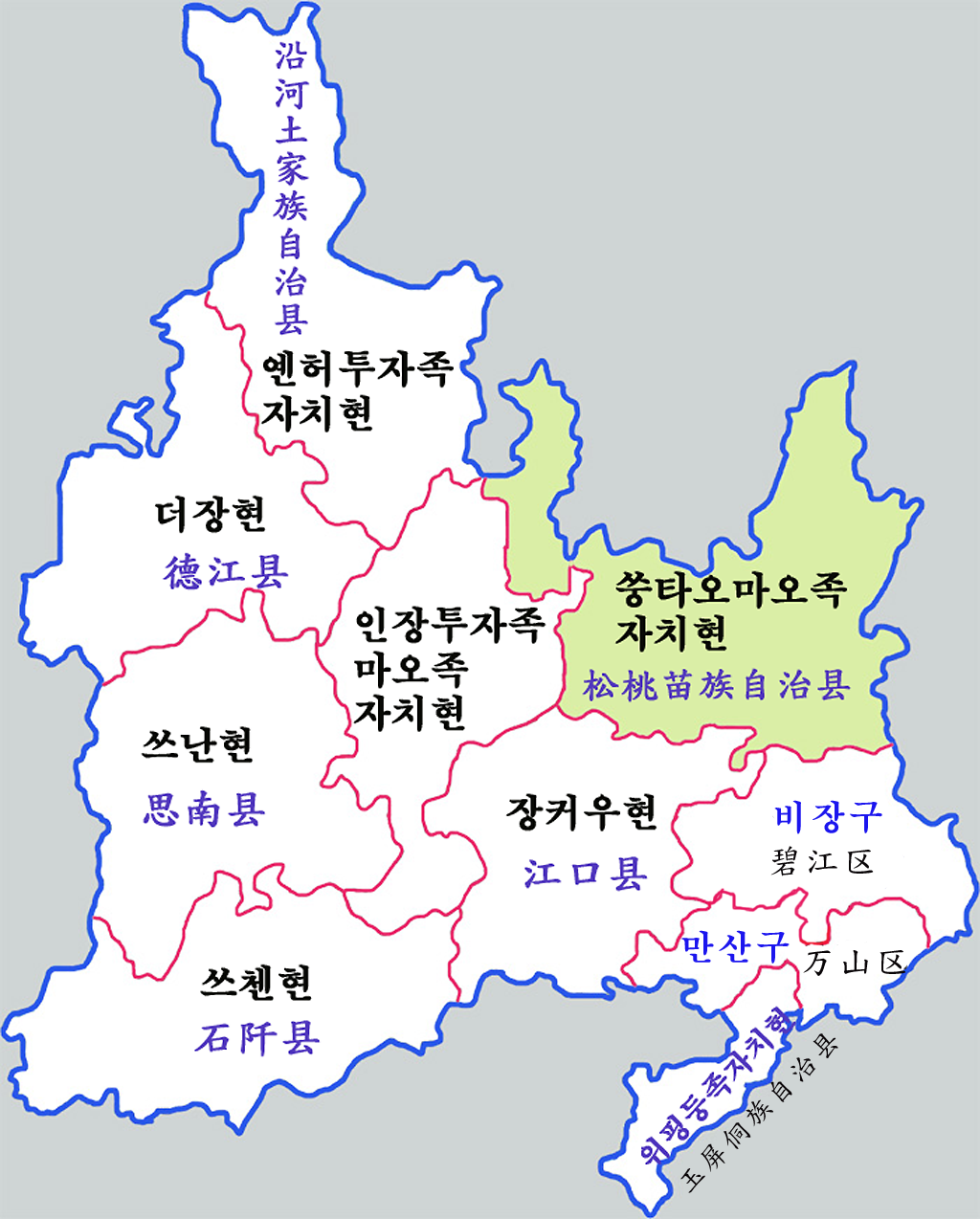
퉁런시 현급구역

2개의 시할구와 4개의 현, 4개의 자치현이 있다.
구
- 비장 구(碧江区)
- 완산 구(万山区)

현
- 장커우 현(江口县)
- 스첸 현(石阡县)
- 쓰난 현(思南县)
- 더장 현(德江县)

자치현
- 위핑 둥족 자치현(玉屏侗族自治县)
- 인장 투자족 먀오족 자치현(印江土家族苗族自治县)
- 옌허 투자족 자치현(沿河土家族自治县)
- 쑹타오 먀오족 자치현(松桃苗族自治县)

## 지리
구이저우 성의 북동부에 위치해, 서쪽으로 쭌이 시, 남쪽으로 첸둥난 먀오족 둥족 자치주, 북쪽으로 충칭 직할시, 동쪽으로 후난성 샹시 투자족 먀오족 자치주, 화이화 시에 접한다.

## 기후
| 퉁런시의 기후                                                 | 퉁런시의 기후 | 퉁런시의 기후 | 퉁런시의 기후 | 퉁런시의 기후 | 퉁런시의 기후 | 퉁런시의 기후 | 퉁런시의 기후 | 퉁런시의 기후 | 퉁런시의 기후 | 퉁런시의 기후 | 퉁런시의 기후 | 퉁런시의 기후 | 퉁런시의 기후   |
| 월                                                            | 1월           | 2월           | 3월           | 4월           | 5월           | 6월           | 7월           | 8월           | 9월           | 10월          | 11월          | 12월          | 연간            |
| ------------------------------------------------------------- | ------------- | ------------- | ------------- | ------------- | ------------- | ------------- | ------------- | ------------- | ------------- | ------------- | ------------- | ------------- | --------------- |
| 역대 최고 기온 °C (°F)                                        | 25.2 (77.4)   | 32.0 (89.6)   | 36.5 (97.7)   | 35.4 (95.7)   | 37.3 (99.1)   | 38.3 (100.9)  | 40.5 (104.9)  | 39.5 (103.1)  | 39.7 (103.5)  | 36.7 (98.1)   | 32.6 (90.7)   | 23.9 (75.0)   | 40.5 (104.9)    |
| 일평균 최고 기온 °C (°F)                                      | 9.1 (48.4)    | 12.0 (53.6)   | 16.7 (62.1)   | 22.9 (73.2)   | 27.0 (80.6)   | 29.8 (85.6)   | 32.9 (91.2)   | 32.9 (91.2)   | 28.9 (84.0)   | 22.8 (73.0)   | 17.6 (63.7)   | 11.9 (53.4)   | 22.0 (71.7)     |
| 일일 평균 기온 °C (°F)                                        | 5.8 (42.4)    | 8.0 (46.4)    | 12.1 (53.8)   | 17.7 (63.9)   | 21.8 (71.2)   | 25.2 (77.4)   | 27.9 (82.2)   | 27.5 (81.5)   | 23.7 (74.7)   | 18.2 (64.8)   | 13.1 (55.6)   | 8.0 (46.4)    | 17.4 (63.4)     |
| 일평균 최저 기온 °C (°F)                                      | 3.5 (38.3)    | 5.4 (41.7)    | 9.0 (48.2)    | 14.1 (57.4)   | 18.2 (64.8)   | 21.9 (71.4)   | 24.2 (75.6)   | 23.8 (74.8)   | 20.2 (68.4)   | 15.2 (59.4)   | 10.2 (50.4)   | 5.4 (41.7)    | 14.3 (57.7)     |
| 역대 최저 기온 °C (°F)                                        | −3.6 (25.5)   | −3.7 (25.3)   | −2.0 (28.4)   | 4.2 (39.6)    | 8.5 (47.3)    | 14.2 (57.6)   | 16.7 (62.1)   | 17.1 (62.8)   | 12.8 (55.0)   | 5.0 (41.0)    | −0.4 (31.3)   | −3.0 (26.6)   | −3.7 (25.3)     |
| 평균 강수량 mm (인치)                                         | 41.2 (1.62)   | 46.3 (1.82)   | 73.8 (2.91)   | 122.6 (4.83)  | 188.1 (7.41)  | 222.4 (8.76)  | 209.8 (8.26)  | 129.5 (5.10)  | 83.7 (3.30)   | 86.7 (3.41)   | 56.3 (2.22)   | 31.8 (1.25)   | 1,292.2 (50.89) |
| 평균 강수일수 (≥ 0.1 mm)                                      | 12.0          | 12.5          | 15.6          | 16.5          | 16.9          | 15.5          | 12.3          | 11.0          | 9.1           | 12.0          | 9.9           | 10.0          | 153.3           |
| 평균 강설일수                                                 | 3.9           | 2.4           | 0.8           | 0             | 0             | 0             | 0             | 0             | 0             | 0             | 0             | 1.5           | 8.6             |
| 평균 상대 습도 (%)                                            | 75            | 75            | 76            | 77            | 78            | 81            | 77            | 75            | 76            | 78            | 77            | 74            | 77              |
| 평균 월간 일조시간                                            | 34.1          | 40.8          | 59.6          | 81.1          | 96.7          | 93.2          | 164.1         | 176.6         | 113.3         | 80.8          | 64.0          | 52.0          | 1,056.3         |
| 가능 일조율                                                   | 10            | 13            | 16            | 21            | 23            | 23            | 39            | 44            | 31            | 23            | 20            | 16            | 23              |
| 출처: 중국기상국 (평년값: 1991년~2020년, 극값: 1981년~2010년) |               |               |               |               |               |               |               |               |               |               |               |               |                 |

## 교통
공항
- 퉁런 다싱 공항(銅仁大興空港)

철도
- 위후이 철도(渝懐鐵道)
- 샹첸 철도(湘黔鐵道)